# 柔 (鲁卿)
柔（？—？），姬姓，无氏，名柔，鲁桓公时，柔为卿。
前701年，柔与宋庄公、陈厉公、蔡叔在折地结盟，这是春秋时期首次卿与诸侯会盟。